# Régis Boyer
Pour les articles homonymes, voir Boyer.
Régis Boyer, né le 25 juin 1932 à Reims et mort le 16 juin 2017 à Saint-Maur-des-Fossés, est un linguiste et traducteur français.
Professeur de langues, littératures et civilisation scandinaves à l'université Paris-Sorbonne de 1970 à 2001, il a aussi été directeur de l'Institut d'études scandinaves de cette même université.

## Biographie
Fils de Robert Boyer et d'Odette Beaufort.
Licencié de français, de philosophie et d'anglais, agrégé de lettres modernes (1959), docteur ès lettres (Paris, 1972), Régis Boyer enseigne comme lecteur de français auprès des universités de Łódź en Pologne, de Reykjavik en Islande et de Lund et Uppsala en Suède.
Passionné par la littérature nordique, il est un spécialiste français des civilisations de l'Europe du Nord. Il a publié un nombre important d'études, de traductions et de livres en rapport avec la mythologie scandinave. Il a également traduit du norvégien, du suédois, de l'islandais et du danois en français.
Il est membre du comité scientifique de la revue Nordiques.
On lui doit la traduction en langue française de nombreuses sagas islandaises et de plusieurs œuvres d'Andersen, notamment ses Contes et histoires. Il a largement contribué à diffuser parmi un public plus large une meilleure connaissance de la réalité historique des Vikings.
Il a dirigé une collection consacrée à la littérature scandinave, « Lumière du Septentrion », aux éditions du Porte-Glaive, une maison d'édition située « dans la mouvance de la Nouvelle Droite », qui cesse ses activités en 1997.

## Récompenses

### Décorations
- Chevalier de 1er degré de l'ordre de Dannebrog (1983)[6]
- Officier de l'ordre des Palmes académiques
- Commandeur de l'ordre royal de l'Étoile polaire (Suède)
- Grand-croix de l'ordre du Faucon (Islande)

### Distinction
- Prix Broquette-Gonin 1979
- Prix Roger-Caillois 2013[7]

## Publications

### Traductions

#### Littérature médiévale
- 1973 - La Saga de Snorri le Goði Traduction, introduction, notes, Aubier Montaigne, coll. Bibliothèque de Philologie Germanique, tome XXIV, 238 p.
- 1975 - « Les influences françaises probables sur les sagas de contemporains », dans Les Relations littéraires franco-scandinaves au Moyen Âge, Actes du Colloque de Liège (1972), éd. Les Belles Lettres, coll. Bibliothèque de la Faculté de Philosophie et Lettres de l'Université de Liège, philologie germanique, Fascicule CCVIII, p. 149-183.
- 1979 - La Saga de Harald l'impitoyable Traduite et présentée, Payot  (ISBN 2-228-33630-0)
- 1983 - La Saga de Saint Olaf Traduite et présentée, Payot  (ISBN 2-228-13250-0)
- 1987 - Sagas islandaises (Saga d'Egill, fils de Grímr le Chauve - Saga de Snorri le Godi - Sagas du Vínland - Saga des gens du Val-au-Saumon - Saga de Gísli Súrsson - Saga des frères jurés - Saga de Hávardr de l'Ísafjördr - Saga de Grettir - Saga des chefs de Val-au-Lac - Saga de Glúmr le Meurtrier - Saga des gens du Svarfadardalr - Saga de Hrafnkell Godi-de-Freyr - Saga de Njáll le Brûlé), Gallimard, coll. « Bibliothèque de la Pléiade »  (ISBN 2-07-011117-2) De nombreuses éditions de sagas islandaises ont été réalisées d'après les traductions de Régis Boyer.
- 1989 - La Saga de Sigurdr ou la parole donnée, Cerf, coll. « Patrimoines Scandinavie »  (ISBN 2-204-03170-4)
- 1992 - La Saga de Hervor et du roi Heidrekr, Berg International  (ISBN 2-900269-53-9)
- 1992 - L'Edda poétique, Fayard, coll. « L'Espace intérieur »  (ISBN 2-213-02725-0)
- 1993 - La Saga d'Oláfr Tryggvason, Imprimerie nationale  (ISBN 2-11-081174-9)
- 1996 - Deux sagas islandaises légendaires, Les Belles Lettres, coll. « Vérité des mythes »  (ISBN 2-251-32423-2)
- 1999 - Les Sagas miniatures, Les Belles Lettres, coll. « Vérité des mythes »  (ISBN 2-251-32431-3)
- 1999 - La Saga de Gunnlaugr langue de serpent / La saga de Hallfred le scalde difficile, Joseph K  (ISBN 2-910686-20-5)
- 2004 - Saga de Hrolfr sans terre, Anacharsis  (ISBN 2-914777-12-4)
- 2000 - Livre de la colonisation de l'Islande, Brepols, coll. « Miroir du Moyen Âge »  (ISBN 2-503-50997-5)
- 2005 - La Saga des Sturlungar, Belles Lettres, coll. « Les classiques du Nord »  (ISBN 2-251-07106-7)
- 2007 - La Saga de Badr suivi de la Saga des hommes de Holmr Éditions Anacharsis.

#### Littérature contemporaine
- 1979 - Halldór Laxness, La Saga des Fiers-à-bras, Pandora, 1979, Anacharsis, 2006
- 1980 - Torborg Nedreaas, Musique d'un puits bleu, Pandora, 1980, Cambourakis, 2009
- 1981 - Carl J.L. Almqvist, Sara (Det går an), Pandora, 1981
- 1986 - Selma Lagerlöf, Les Reines de Kungahälla
- 1989 - Halldór Laxness, Lumière du Monde, Aubier/UNESCO
- 1991 - Halldór Laxness, La Cloche d'Islande, Flammarion
- 1991 - Karin Boye, Pour l'amour de l'arbre, La Différence  (ISBN 978-2-7291-0642-3)
- 1992-1995 - Hans Christian Andersen, Œuvres (Contes racontés aux enfants - Le Fantôme - Les Galoches du bonheur - Nouveaux contes - Contes illustrés par Vilhelm Pedersen - Histoires - Histoires illustrées par Vilhelm Pedersen - Nouveaux contes et histoires - Contes et histoires - Contes recueillis dans les « Œuvres complètes » de 1868 - La Dryade - Trois nouveaux contes et histoires - Contes non recueillis dans les « Œuvres complètes » de 1868 - Livre d'images sans images, illustrations de Vilhelm Pedersen et Lorenz Frølich - Biographie (1805-1831) - L'Improvisateur - Rien qu'un violoneux - Les Deux Baronnes - En Suède - En Espagne), Gallimard, coll. « Bibliothèque de la Pléiade »  (ISBN 2-07-011246-2 et 2-07-011497-X) [2 volumes] De nombreuses éditions des œuvres d'Andersen ont été réalisées d'après les traductions de Régis Boyer.
- 1993 - Sigurður Pálsson, Poèmes des hommes et du sel, Paris, La Différence.
- 1996 - Álfrún Gunnlaugsdóttir, Errances, Presses universitaires de Caen.
- 1996 - Knut Hamsun, Littérature à la mode et autres textes, Joseph K  (ISBN 2-910686-10-8)
- 1998 - Steinunn Sigurðardóttir, Le Voleur de vie, Flammarion.
- 1998 - Halldór Laxness, Ua ou les chrétiens du glacier, Actes Sud/Lettres scandinaves
- 1999 - Hans Christian Andersen, Le Canard sauvage, Flammarion, coll. « Garnier-Flammarion »  (ISBN 2-08-070855-4)
- 1999 - Pétur Gunnarsson, Point point virgule tiret, Joseph K  (ISBN 2-910686-19-1)
- 1999 - Knut Hamsun, Romans (Faim - Mystères - Pan - Sous l'étoile d'automne - Un vagabond joue en sourdine - La Dernière Joie - Vagabonds - August le marin - Mais la vie continue), Le Livre de Poche, coll. « La Pochothèque »  (ISBN 2-253-13243-8) De nombreuses éditions de romans de Knut Hamsun ont été réalisées d'après les traductions de Régis Boyer.
- 1999 - August Strindberg, Mademoiselle Julie, Flammarion, coll. « Garnier-Flammarion »  (ISBN 2-08-070970-4)
- 2000 - Gunnar Gunnarsson, Frères jurés, Fayard, coll. « Littérature étrangère »  (ISBN 2-213-60622-6)
- 2002 - Svava Jakobsdóttir, La Saga de Gunnlöd, Paris, Éditions José Corti, coll. « Merveilleux » nº 19, 317 p.  (ISBN 2-7143-0801-5)
- 2003 - Thórarinn Eldjárn, Tête en miettes, Le Cavalier Bleu, coll. « Matins d'ailleurs »  (ISBN 2-84670-055-9)
- 2004 - Halldór Laxness, Gens indépendants, Fayard  (ISBN 2-213-61496-2)
- 2006 - Henrik Ibsen, Théâtre, Gallimard, coll. « Bibliothèque de la Pléiade ». Contient les 17 dernières pièces d'Ibsen  (ISBN 2 07 011790 1).

### Œuvres originales de Boyer

#### Littérature
- 1986 - Le Mythe viking dans les lettres françaises, Le Porte-glaive  (ISBN 2-906468-00-2)
- 1990 - La Poésie scaldique, Le Porte-glaive, coll. « Patrimoine de l'Europe »  (ISBN 2-906468-13-4)
- 1992 - Les Sagas islandaises, Payot, coll. « Bibliothèque historique »  (ISBN 2-228-88468-5)
- 1996 - Histoire des littératures scandinaves, Fayard  (ISBN 2-213-59764-2)
- 1998 - Les Sagas légendaires, Les Belles Lettres  (ISBN 9782251324289)
- 2010 - Les Conteurs du Nord : Essai sur les contes populaires scandinaves, Les Belles Lettres  (ISBN 9782251338347)
- 2013 - Pourquoi faut-il lire les Lettres du Nord ?, Les Belles Lettres  (ISBN 978-2-251-44460-4)
- 2016 - Les Littératures scandinaves, Riveneuve  (ISBN 9782360134144)

#### Histoire
- 1976 - Les Vikings et leur civilisation : problèmes actuels, Éditions de l'EHESS, coll. « Bibliothèque arctique et antarctique »  (ISBN 2-7132-0048-2)
- 1987 - Mœurs et psychologie des anciens Islandais, Le Porte-glaive  (ISBN 2-906468-06-1)
- 1992 - La Vie quotidienne des Vikings (800-1050), Hachette, réédition 2003 - Les Vikings, Hachette Littératures, coll. « La Vie quotidienne »  (ISBN 2-01-235690-7)
- 1991 - Les Vikings, Plon  (ISBN 2-259-02236-7)
- 1994 - La Mort chez les anciens Scandinaves, Les Belles Lettres, coll. « Vérité des mythes »  (ISBN 2-251-32421-6)
- 2001 - L'Art viking, La Renaissance du livre  (ISBN 2-8046-0556-6)
- 2002 - L’Islande médiévale, Belles Lettres, coll. « Guide Belles lettres des civilisations »  (ISBN 2-251-41014-7)
- 2002 - Les Vikings, Le Cavalier bleu, coll. « Idées reçues »  (ISBN 2-84670-040-0)
- 2002 - Les Vikings, Perrin, coll. « Pour l'histoire »  (ISBN 2-262-01954-1)
- 2004 - L'Europe des Vikings (en collaboration), Hoebeke  (ISBN 2-84230-202-8)
- 2005 - Les Vikings, premiers Européens VIIe – XIe siècle. Les nouvelles découvertes de l'archéologie (sous la direction), Autrement, coll. « Mémoires / Histoire »,  (ISBN 2-7467-0736-5)
- 2008 - Les Vikings : histoire, mythes, dictionnaire, Paris, Éditions Robert Laffont, coll. « Bouquins », 928 p. (ISBN 978-2-221-10631-0)
- 2011 - Islande Groenland Vinland, Les éditions arkhê  (ISBN 978-2-918682-08-0)
- 2012 - Snorri Sturluson : Le plus grand écrivain islandais du Moyen Âge, OREP
- 2014 - Histoires nordiques centrées sur les vikings et l'Islande, Riveneuve, 590 p.  (ISBN 978-2360132058)

### Mythologie et religion
- 1986 - Le Monde du double : la magie chez les anciens Scandinaves, L'Ile Verte Berg International  (ISBN 2-900269-48-2)
- 1987 - Le Christ des barbares : le monde nordique (IXe – XIIIe siècle), Cerf, coll. « Jésus depuis Jésus »  (ISBN 2-204-02766-9)
- 1992 - Yggdrasill : la religion des anciens Scandinaves, Payot, coll. « Bibliothèque historique »  (ISBN 2-228-88469-3)
- 1996 - Anthropologie du sacré, Mentha, coll. « Bibliothèque d'orientation »  (ISBN 2-7425-0021-9)
- 1997 - Héros et dieux du nord : guide iconographique, Flammarion, coll. « Tout l'art »  (ISBN 2-08-012274-6)
- 2000 - La Grande Déesse du Nord, Berg International, coll. « Faits et représentations »  (ISBN 2-911289-00-5)
- 2014 - Les Valkyries, Paris, Les Belles Lettres, coll. « Vérité des mythes » (no 41), 222 p. (ISBN 978-2-251-38566-2, présentation en ligne)
- 2014 - Essai sur le héros germanique, L'Harmattan, coll. « Kubaba », série antiquité, 130 p.  (ISBN 978-2-343-03910-7))

### Pré- et postface
- 1986 - Postface de Fantômes et revenants au Moyen Âge de Claude Lecouteux, Imago  (ISBN 2-902702-33-7)